# Gare de Takao
La gare de Takao (高尾駅, Takao-eki) est une gare ferroviaire de la ville de Hachiōji, dans la préfecture de Tokyo au Japon. Elle est exploitée par les compagnies JR East et Keiō.

## Situation ferroviaire
La gare de Takao est située au point kilométrique (PK) 53,1 de la ligne Chūō et au PK 6,9 de la ligne Keiō Takao.

## Histoire
La gare JR a été inaugurée le 1er août 1901. La gare Keiō date du 1er octobre 1967.

## Services aux voyageurs

### Accès et accueil
La gare dispose d'un bâtiment voyageurs, avec guichet, ouvert tous les jours.

### Desserte

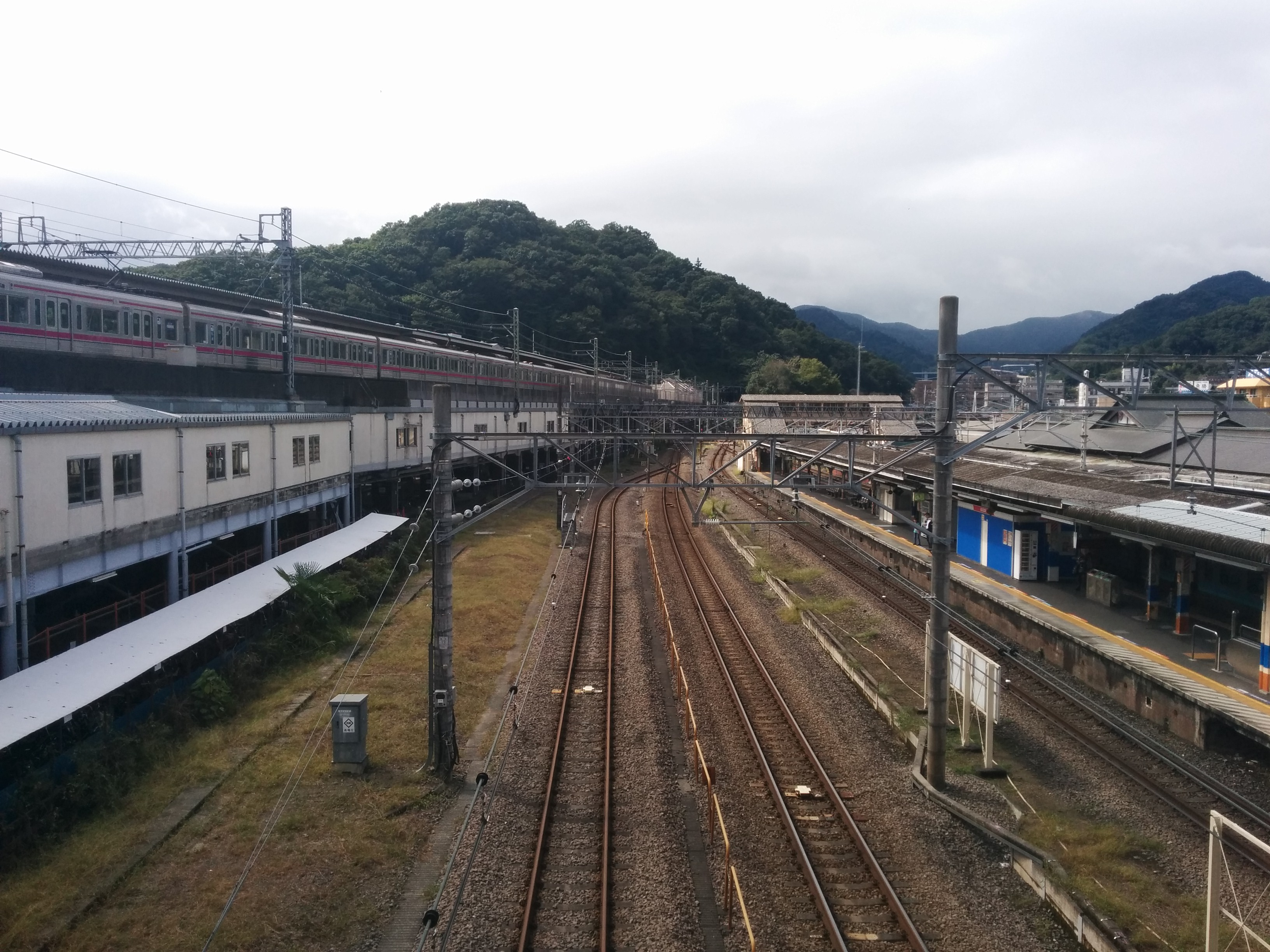
A gauche la gare Keiō, à droite la gare JR East

#### JR East
- Ligne Chūō :
  - voie 1 à 4 : direction Shinjuku et Tokyo
  - voie 2 à 4 : direction Ōtsuki et Kōfu

#### Keiō
- Ligne Takao :
  - voie 5 : direction Kitano (interconnexion avec la ligne Keiō pour Shinjuku)
  - voie 6 : direction Takaosanguchi